# Ryzyko niedołęstwa starczego
Ryzyko niedołęstwa starczego – jedno z występujących ryzyk społecznych. Odnosi się ono do osób w wieku podeszłym, które z powodu procesów starczych nie są w stanie samodzielnie funkcjonować, a więc ulegają starczej niewydolności życiowej.
Z niedołęstwem starczym mamy do czynienia w przypadku:
- zmian funkcji życiowych – osłabienie funkcjonowania poszczególnych układów (związane ze starzeniem się organizmu),
- zmian chorobowych – choroba Alzheimera, choroba Parkinsona,
- zmian osobowościowych – poczucie nieomylności ze względu na zdobyte doświadczenia życiowe, poczucie zdania na łaskę innych, niedocenienia.

Osoba niedołężna potrzebuje wsparcia przy przynajmniej jednej czynności codziennej ze względu na proces starzenia się organizmu, bądź chorobę.
- niedołęstwo śladowe – utrata 1 czynności
- niedołęstwo znaczne – utrata 2-3 czynności
- niedołęstwo pełne – 4 i więcej

Realizacja tego ryzyka wymaga podjęcia przez politykę społeczną, a w szczególności socjalną (zabezpieczenie społeczne), odpowiednich kroków przeciwdziałających jego negatywnym skutkom lub też wspierając społeczeństwo w znoszeniu tego ryzyka.

## Ryzyko starości i choroby a ryzyko niedołęstwa starczego
Ryzyko niedołęstwa starczego dopiero w ostatnich czasach zostało wydzielone jako oddzielne ryzyko społeczne. Dawniej było ono zabezpieczane w ramach ryzyka starości bądź też choroby. Przyczynami wyróżnienia tego ryzyka są:
- rosnące wydatki starców związane z niedołęstwem: ryzyko to musi więc być zabezpieczone dodatkowo, oprócz zabezpieczenia z emerytury/renty,
- różne definicje powyższych ryzyk: starość rozumiana jako starość metrykalna i społeczna, niedołęstwo jako starość metrykalna i czynnościowa,
- nie zawsze niedołęstwo to choroba, a często wynik procesów starczych. Realizacja ryzyka niedołęstwa skutkuje w pierwszej kolejności potrzebą pielęgnacji, a dopiero później pomocy medycznej.

## Rozwiązania
Realizacja ryzyka niedołęstwa starczego wiąże się z koniecznością opieki długoterminowej. Opieka długoterminowa polega na wsparciu osób, które zostały dotknięte przez niedołęstwo starcze.
Determinanty popytu na opiekę długoterminowej:
- czas trwania niedołęstwa starczego,
- starzenie populacji,
- wielkość opieki nieformalnej.

Popyt na taką opiekę stale rośnie. Opieka długoterminowa może być realizowana w ramach bazowego systemu zabezpieczenia opieki długookresowej, lub też prywatnego doubezpieczenia. W praktyce występuje niewiele przypadków państw wyodrębniających specjalny podsystem opieki długoterminowej w ramach systemu bazowego zabezpieczenia społecznego. Państwami, które się na to decydują, są z reguły te, borykające się z poważnymi problemami starzenia się społeczeństwa, jak Japonia (1997 rok – wyodrębnienie oddzielnego funduszu dla świadczeń opieki długoterminowej) czy Niemcy (1995 rok – obowiązkowy system opieki długoterminowej – publiczne obowiązkowe ubezpieczenie pielęgnacyjne). Zauważalna jest jednak stopniowa tendencja w tym kierunku także innych państw w związku z rosnącymi wydatkami na opiekę długoterminową. Na razie jednak zwykle jest ono realizowane w ramach bazowego systemu opieki zdrowotnej i/lub bazowego systemu pomocy społecznej.

## Polska
Polska, zwłaszcza w porównaniu do krajów zachodnioeuropejskich, czy też Japonii, nie charakteryzuje się jeszcze bardzo wysokim zapotrzebowaniem na opiekę długoterminową, dlatego też poziom oferowanej przez bazowy system opieki nie jest najwyższy. W Polsce nie występuje także żaden wyodrębniony system opieki długoterminowej, możemy mówić jedynie o tym systemie w ramach innych podstawowych systemów zabezpieczenia społecznego.
Opieka długookresowa jest wypełniana w ramach:
- systemu zabezpieczenia zdrowotnego (np. szpitale geriatryczne finansowane są ze środków Narodowego Funduszu Zdrowia),
- systemu pomocy społecznej (np. domy pomocy społecznej czy zasiłki pielęgnacyjne, finansowane są z budżetu państwa),
- systemu ubezpieczenia rentowego (dodatek pielęgnacyjny finansowany z Funduszu Ubezpieczeń Społecznych),
- systemu ubezpieczenia emerytalnego (dodatek pielęgnacyjny finansowany z Zakład Ubezpieczeń Społecznych).

### Plan na przyszłość
- Usuniecie dodatku pielęgnacyjnego;
- Stworzenie funduszu pielęgnacyjnego (obowiązkowe ubezpieczenie na starość) – składka 0,5 do 1% dochodu brutto. Z tego finansowane byłyby usługi opiekuńcze;
- Prywatne doubezpiecznia są alternatywnym rozwiązaniem zabezpieczenia przyszłości.